# Nierstein

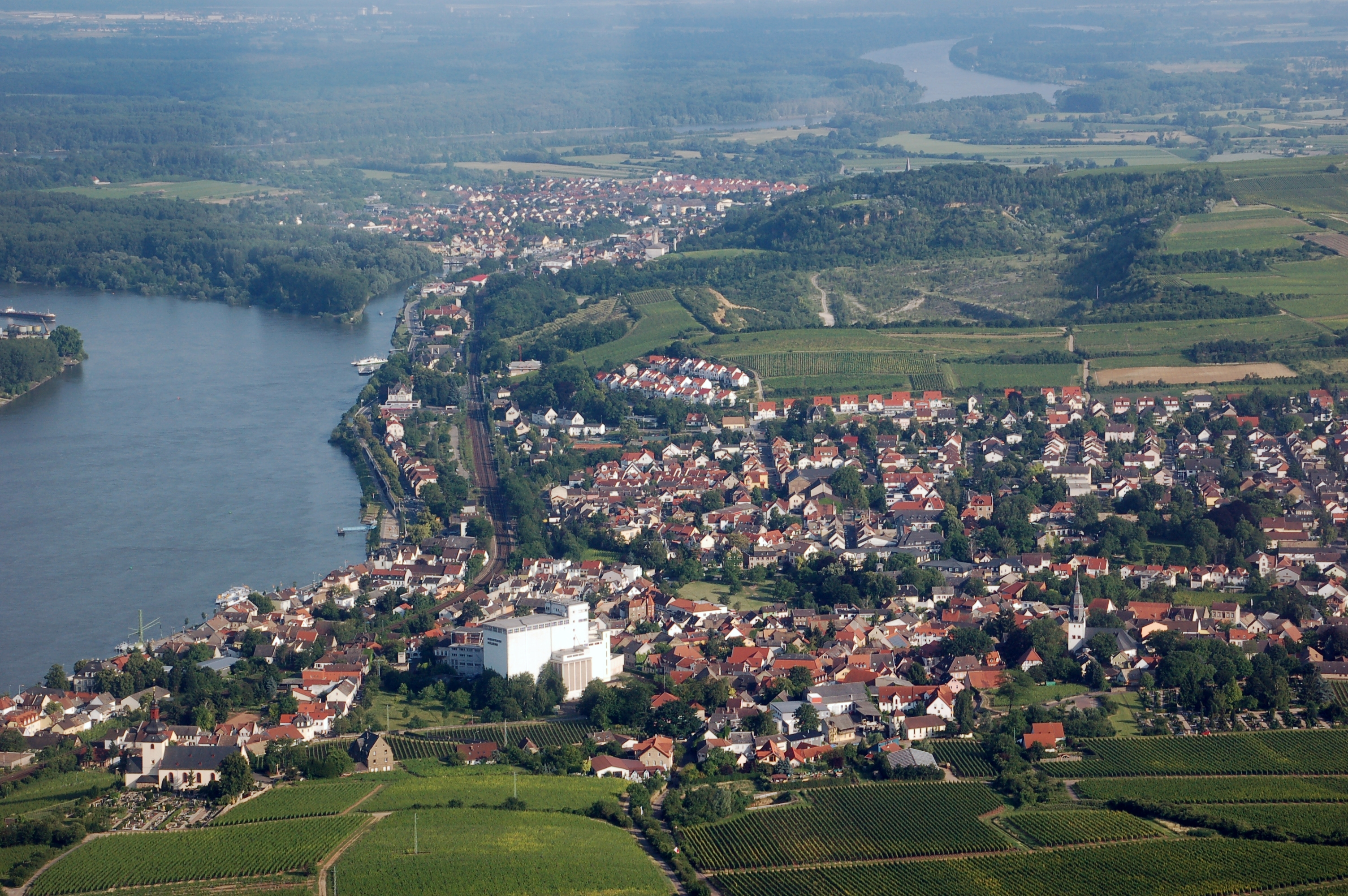
Luftaufnahme 2007

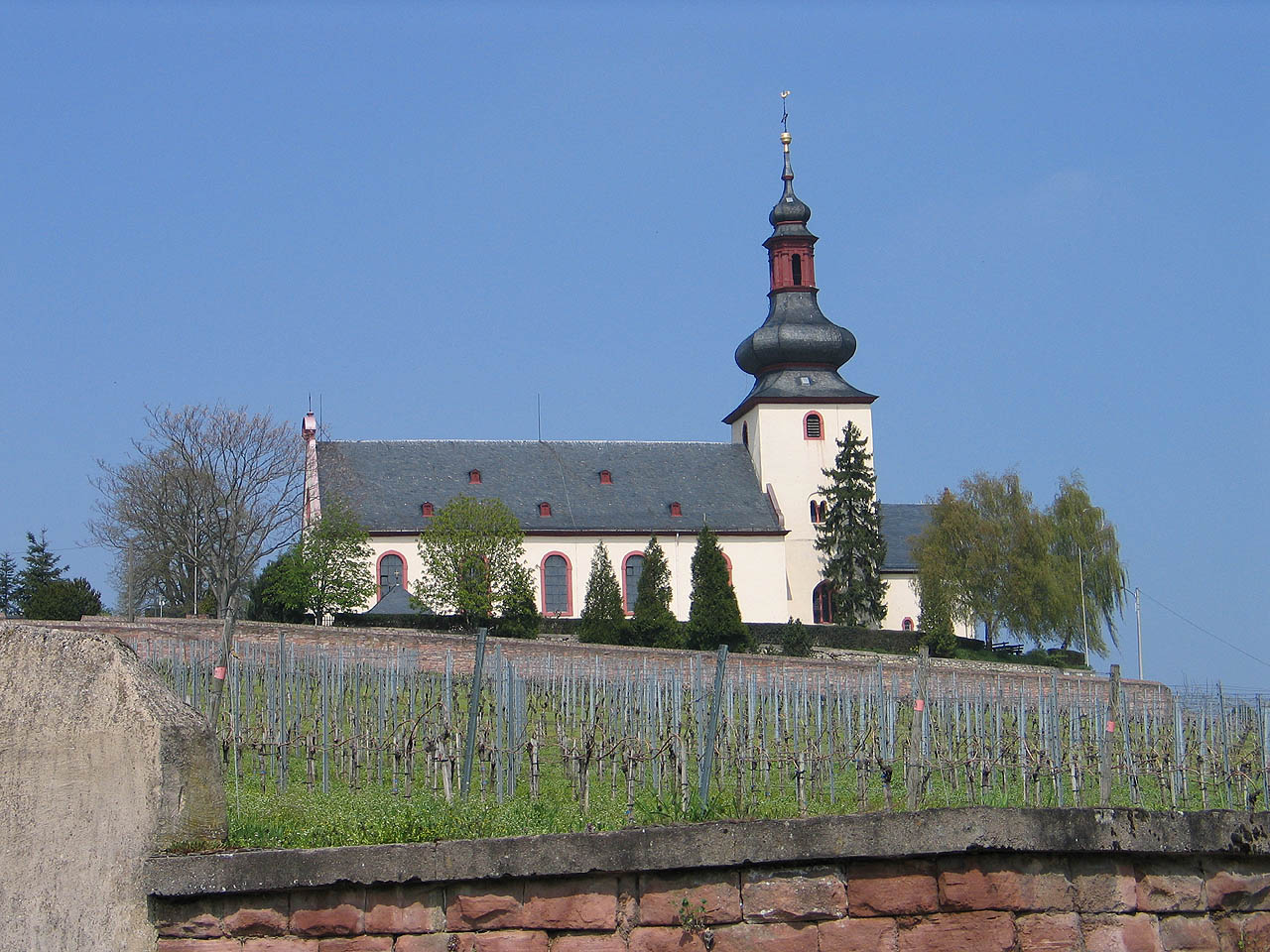
Kilianskirche im Weinberg

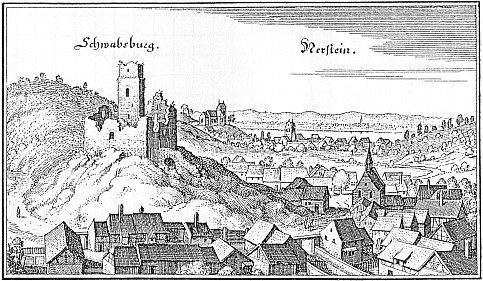
Ansicht von Schwabsburg und Nierstein nach Merian

Nierstein ist eine Stadt im Landkreis Mainz-Bingen in Rheinland-Pfalz. Sie gehört seit dem 1. Juli 2014 der Verbandsgemeinde Rhein-Selz an, deren größte Kommune sie mit 8.078 Einwohnern (Stand: 2024) ist. Nierstein ist gemäß Landesplanung als Mittelzentrum ausgewiesen.

## Geographie

### Geographische Lage
Nierstein liegt in Rheinhessen am Rhein, ca. 12 Kilometer südlich von Mainz und 25 Kilometer nördlich von Worms. Nachbargemeinden innerhalb der Verbandsgemeinde Rhein-Selz sind Selzen, Köngernheim und Friesenheim im Westen, Dalheim, Dexheim und die Stadt Oppenheim im Süden sowie im Norden Mommenheim und die der Verbandsgemeinde Bodenheim zugehörigen Gemeinden Lörzweiler und Nackenheim. In Nierstein mündet der Flügelsbach, der auch durch den Stadtteil Schwabsburg fließt, in den Rhein. Auf der anderen Rheinseite liegt der zu Trebur gehörende Kornsand.

### Stadtteile und Wohnplätze
Die Stadt gliedert sich in die beiden Stadtteile Nierstein und Schwabsburg. Der Stadtteil Schwabsburg war bis 1970 eine eigenständige Gemeinde und hat seinen Namen von der Burg Schwabsburg. Zum Stadtteil Nierstein gehören auch die Wohnplätze Haus Müller, Haus Ullrich, Im Ried und Paterberghof.
Zwischen 1953 und Ende 2009 unterhielten die US-amerikanischen Streitkräfte in der Nähe von Dexheim ein rund 75 Hektar großes Kasernengelände mit Wohn-, Versorgungs- und Verwaltungsgebäuden. Obwohl sich das Areal komplett auf dem Stadtgebiet von Nierstein (Gemarkung Schwabsburg) befand, trug die Kaserne den Namen US Army Anderson Barracks Dexheim. Dieses Gelände wurde frei und der Mainzer Investor, Bauunternehmer Wolfram Richter, übernahm das Gebiet und plant gemeinsam mit der Stadt Nierstein, der Verbandsgemeinde Rhein-Selz und dem Großinvestor NTT Data die Errichtung eines Industrieparks mit neun Rechenzentren.

### Geologie
Um Nierstein treten Abschnitte des Perm (Rotliegend-Zeit) zu Tage, in denen 290 Millionen Jahre alte Tierfährten erkennbar sind.
Oberhalb von Nierstein liegt eine als „Roter Hang“ bezeichnete Steillage aus rotem Ton- und Sandstein, die sich vom nördlichen Nackenheim bis zum westlichen Schwabsburg hin erstreckt. Aufgrund der Porosität des Gesteins wurzeln hier angepflanzte Weinreben besonders tief, was sehr mineralische Weine hervorbringt. Siehe Absatz Weinbau.

## Geschichte

### Geschichte bis 1900
In Nierstein oder im benachbarten Oppenheim existierte in römischer Zeit die Militär- oder Straßenstation Bauconica Nova, die auf der Tabula Peutingeriana an der Römischen Rheintalstraße zwischen Mogontiacum (Mainz) und Borbetomagus (Worms) lokalisiert ist. Anfang des 19. Jahrhunderts wurden in der Nähe des Niersteiner Rheinufers die Überreste eines römischen Quellheiligtums entdeckt, das Sironabad.
Erstmals erwähnt wurde Nierstein in einer Urkunde von 822, die sich auf die Jahre 741/42 bezieht. Ihr zufolge hatte der fränkische Hausmeier Karlmann, ein Sohn Karl Martells, die Marienbasilika in Nierstein samt Zubehör dem damals errichteten Bistum Würzburg geschenkt. Rechtlich war der Ort ein auf altem Königsgut gelegenes Reichsdorf, das bis ins 14. Jahrhundert keinem anderen Landesherrn als dem römisch-deutschen König selbst unterstand. Erst Ludwig der Baier  verpfändete Nierstein 1315 ans Erzstift Mainz. Im Jahr 1375 fiel das Dorf ebenfalls als Pfand an Ruprecht von der Pfalz. Damit verlor es endgültig seine Reichsfreiheit und unterstand bis zur Französischen Revolution der Herrschaft der Pfalzgrafen bei Rhein. Das Kloster Otterberg verfügte im Ort über umfangreichen Besitz: Weinberge, 27 Morgen Acker, Zehntrechte und Patronatsrechte an zwei Pfarrkirchen und einer Kapelle. 1451 werden Weingärten der Grafen von Katzenelnbogen in der Walpe erwähnt.
Sowohl im Dreißigjährigen Krieg als auch im Pfälzischen Erbfolgekrieg wurde Nierstein im 17. Jahrhundert teilweise zerstört. Im Frieden von Campo Formio fiel der Ort 1797 an Frankreich. Nach der Niederlage Napoleons wurde er auf dem Wiener Kongress mit ganz Rheinhessen dem Großherzogtum Hessen zugeschlagen, zu dem es seit 1816 gehörte.

### Das Zwanzigste Jahrhundert
Nach der Novemberrevolution von 1918 wurde aus dem Großherzogtum der Volksstaat Hessen. Infolge der Niederlage des Deutschen Reiches im Ersten Weltkrieg war Nierstein von 1919 bis 1930 von französischen Truppen besetzt.
In der von Krisen geschüttelten Weimarer Republik gewannen die Gegner der Demokratie ab 1930 immer mehr Zulauf. Die
radikalste antirepublikanische Kraft, die NSDAP, hatte in Nierstein im Vergleich zu anderen rheinhessischen Gemeinden starken Einfluss. Nach der Machtübertragung an Hitler am 30. Januar 1933 wurden Gemeinderat und Vereine gleichgeschaltet.
Im Jahr 1928 zählte Nierstein etwa 80 jüdische Einwohner. Seit 1933S waren sie der Verfolgung durch die Nazis am stärksten ausgesetzt. Sie wurden von der Mehrheitsgesellschaft ausgrenzt, sozial geächtet und nach und nach ihrer Existenzgrundlagen beraubt. Manchen gelang es, ins Ausland zu fliehen. Während der Reichspogromnacht vom 9. auf den 10. November 1938 überfielen SA und SS im Verein mit örtlichen Dienststellen ihre jüdischen Mitbürger. Anschließend wurden die Männer für mehrere Monate in Konzentrationslager gesperrt. Mindestens 32 Niersteiner Juden fielen später dem Holocaust zum Opfer. Drei begingen Suizid. Von 2013 bis 2015 wurden auf Initiative des örtlichen Geschichtsvereins 54 Stolpersteine in Nierstein verlegt, die an die vertriebenen und ermordeten Juden erinnern.

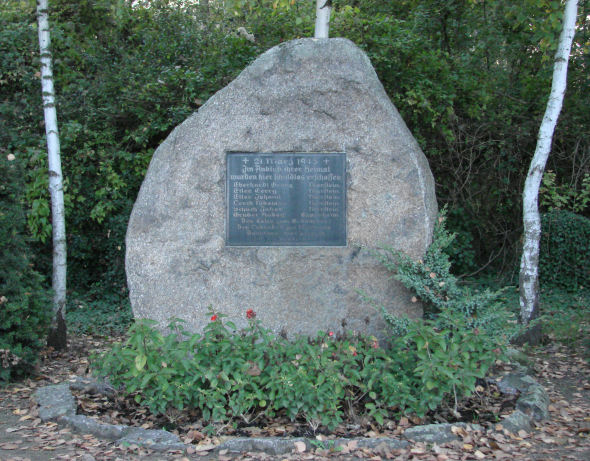
Gedenkstein für die sechs Opfer des Kornsandverbrechens

Die letzte Gräueltat der örtlichen Nazis war das Kornsandverbrechen: Am 21. März 1945, wenige Stunden bevor US-Truppen Nierstein besetzten, erschossen Nazifunktionäre auf der gegenüberliegenden Rheinseite sechs unschuldige Bürger aus Nierstein und Oppenheim. Bei den Opfern handelte es sich um missliebige Regimekritiker und um eine Frau jüdischer Abstammung.
Nur einen Tag später begann zwischen Oppenheim und Nierstein eine der bis dahin größten Flussquerungen in einem Krieg durch Teile von George S. Pattons 3. US-Armee, das XII. US-Armeekorps unter Manton S. Eddy und die 5th Infantry Division (Vereinigte Staaten) unter Stafford LeRoy Irwin. An der Rheinüberquerung bei Nierstein 1945, bei der innerhalb weniger Stunden eine Pontonbrücke zwischen Nierstein und dem gegenüberliegenden Kornsand errichtet wurde, waren 6 Bataillone mit 15.000 Soldaten, 2500 Fahrzeugen, einschließlich Schlauch-, Sturmbooten und Schwimmpanzern beteiligt. Die Truppen der deutschen Wehrmacht wurden von den nachts geräuschlos sich nähernden Booten völlig überrascht, so dass es zu einer der unblutigsten Flussübergänge in der Militärgeschichte kam. Zur Erinnerung an dieses Ereignis wurde 2017 ein Denkmal am Rheinufer errichtet. (Lage)

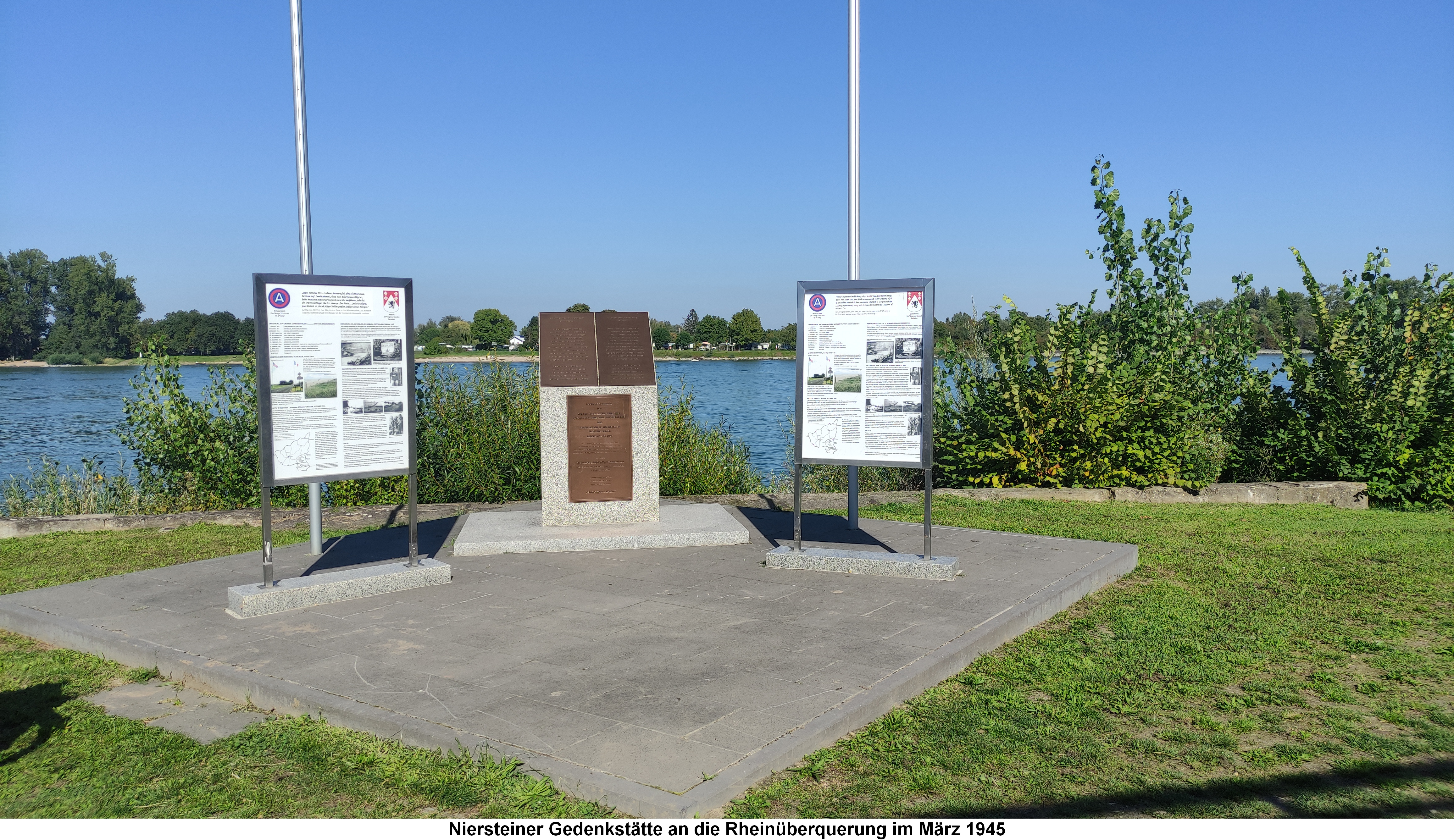
Blick auf die Gedenkstätte zur Erinnerung an die Rheinüberquerung im März 1945
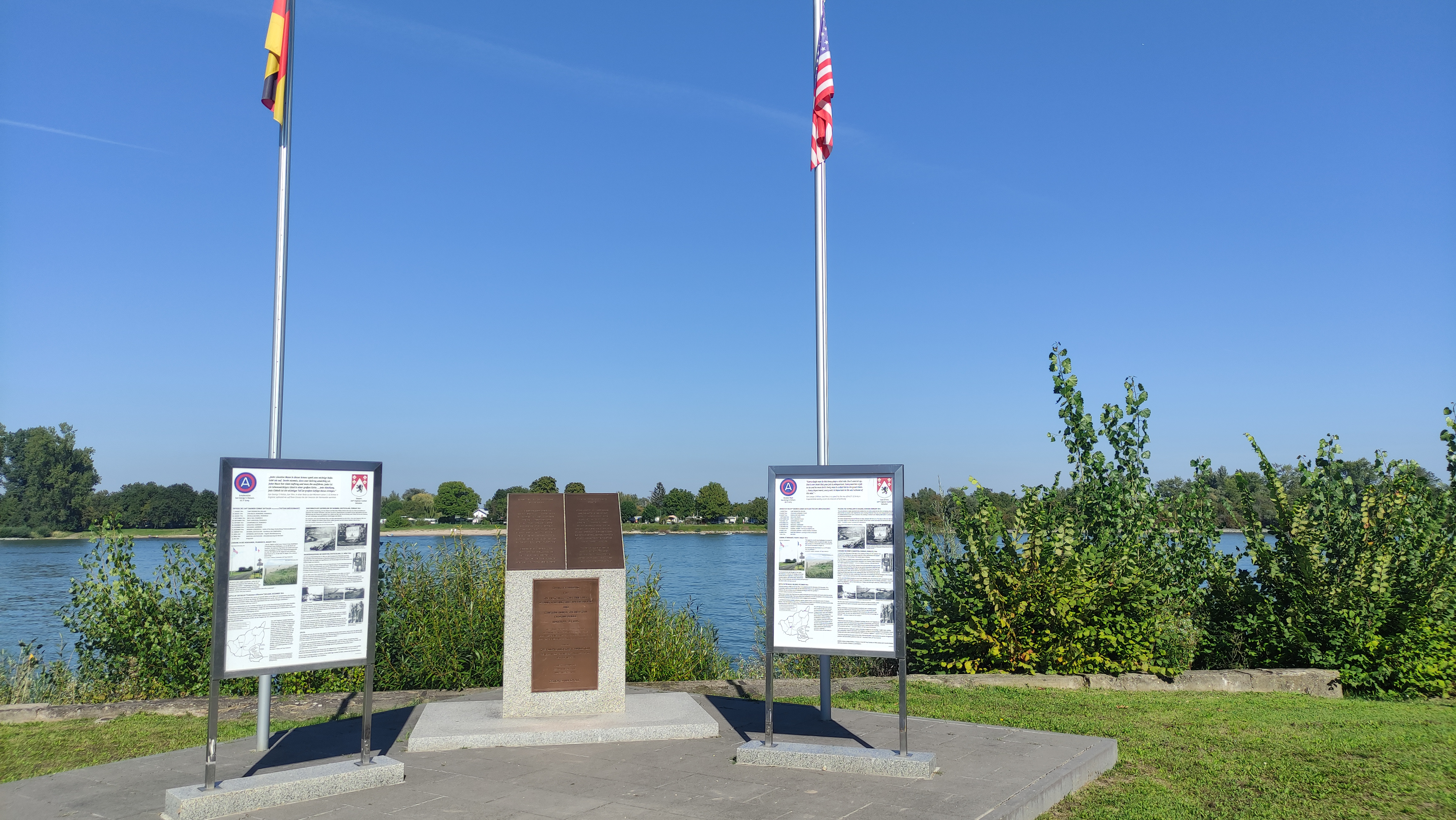
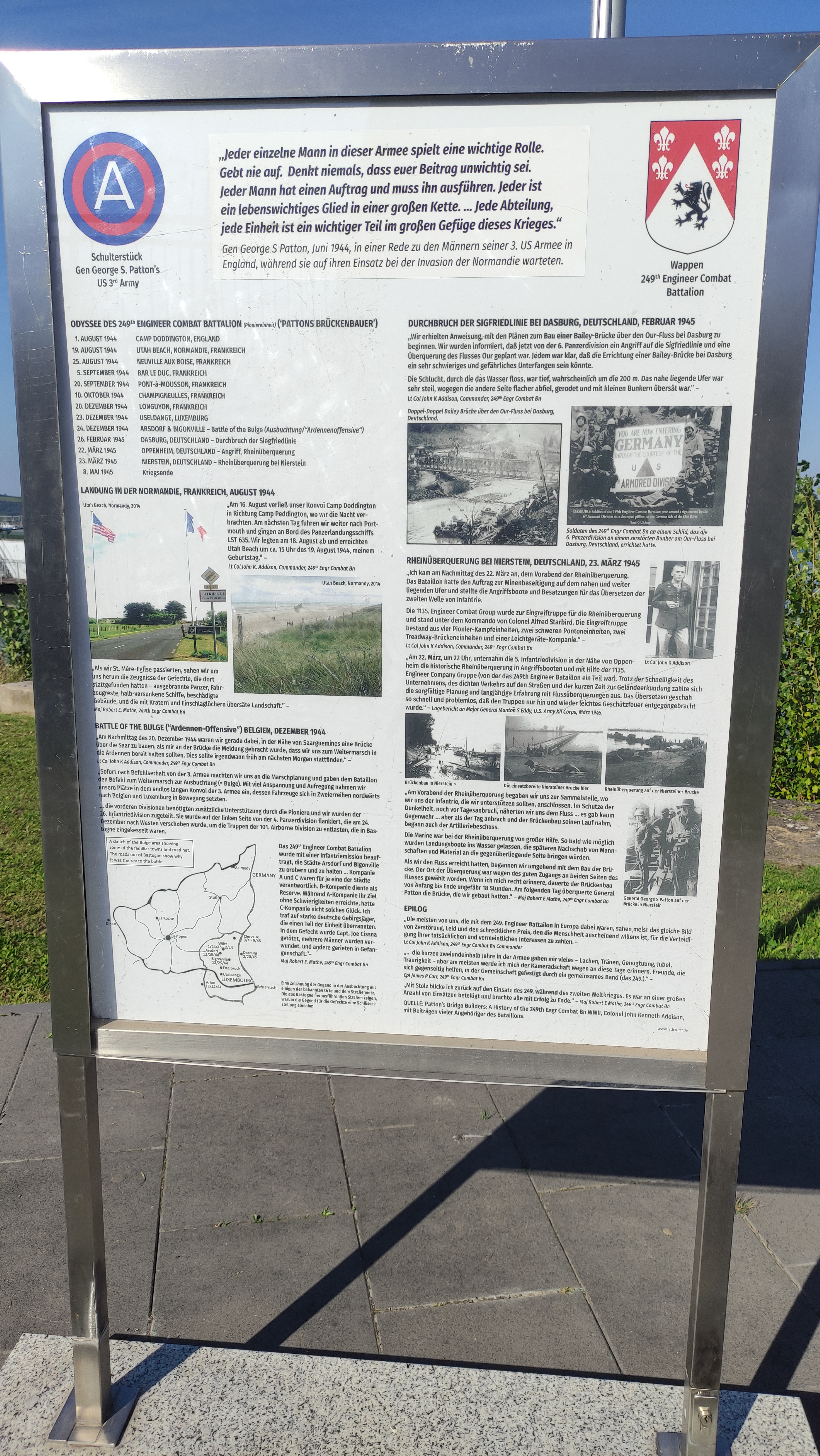
Infotafel über den Vormarsch der US-Army und die Rheinüberquerung
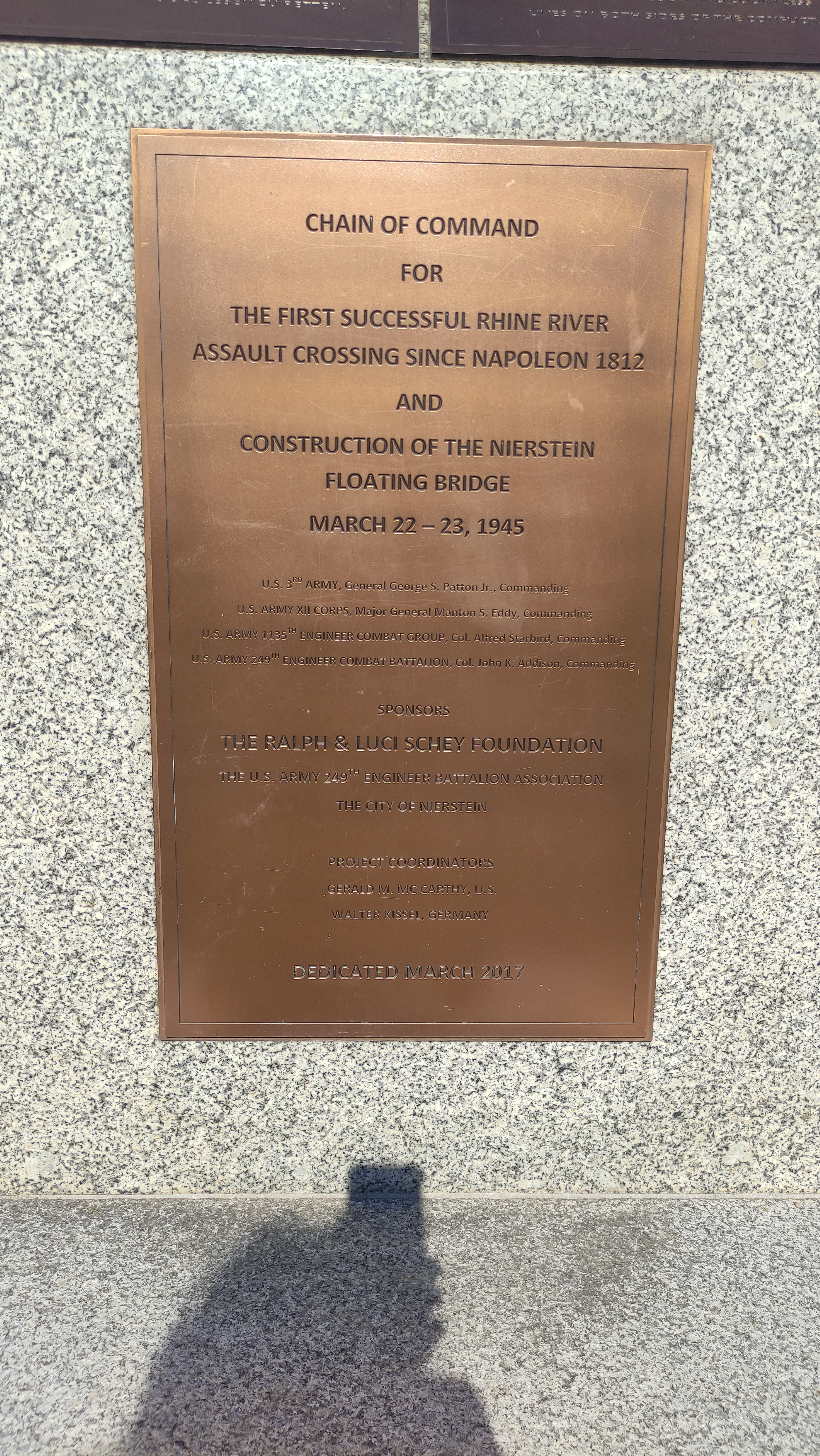
Tafel am Corpus des Gedenksteins
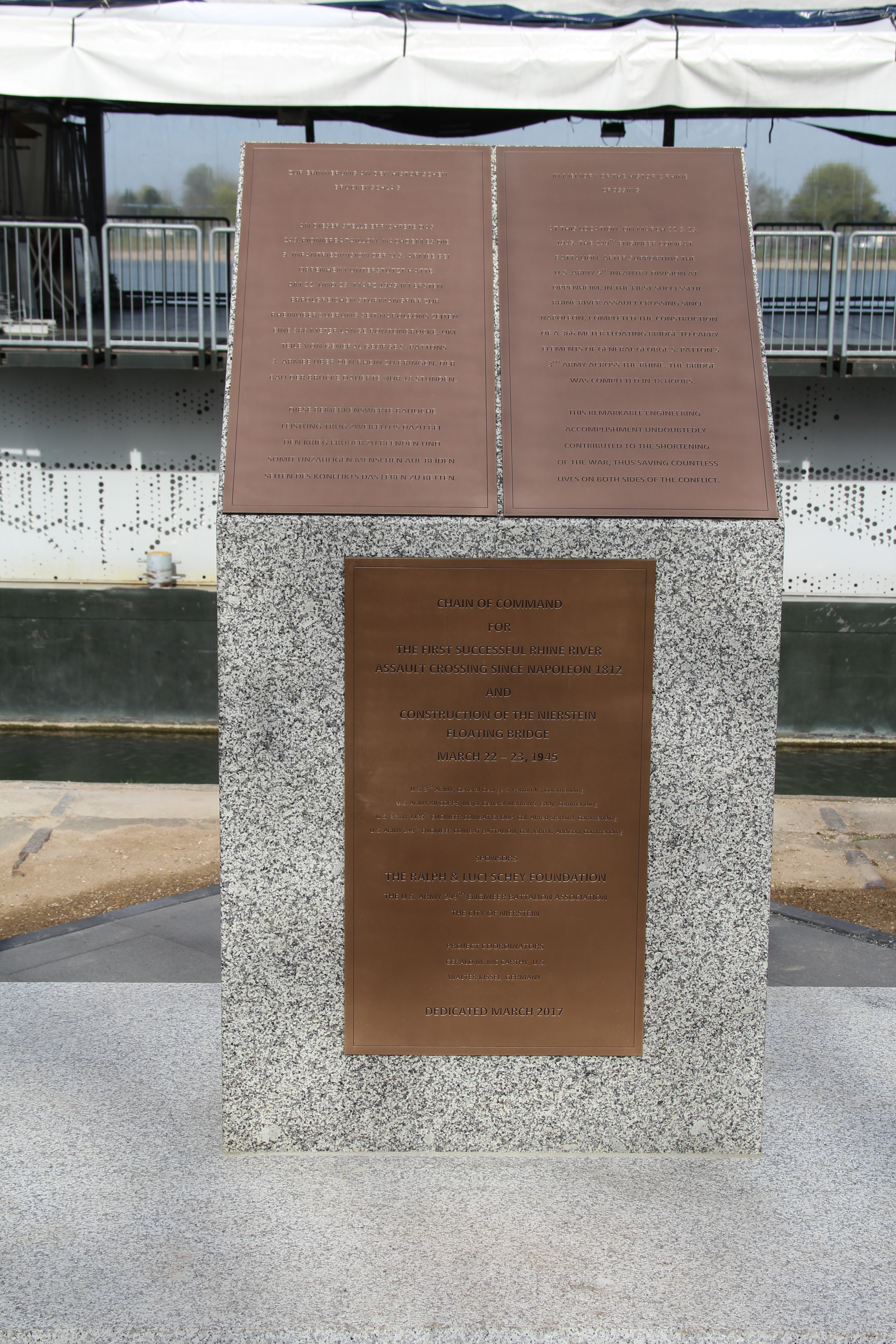
Gedenkstein im Zentrum der Gedenkstätte
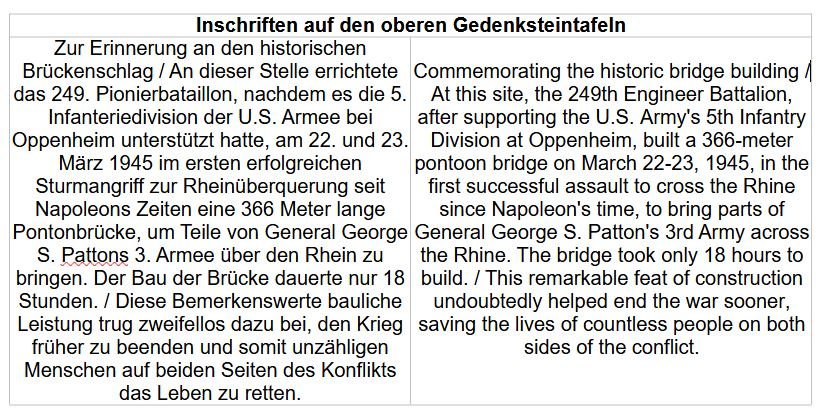
Inschriften auf den oberen Gedenksteintafeln

Am 15. Dezember 1947 stürzte ein US-Militärflugzeug Douglas DC-3 vom Typ C-47, Rosinenbomber genannt, in den Weinbergen bei Nierstein ab. Beide Piloten kamen dabei ums Leben.
Nierstein wurde 1945 der Französischen Besatzungszone zugeschlagen und gehört seit 1946 zum damals neu gegründeten Land Rheinland-Pfalz. Von 1972 bis zu ihrer Auflösung 2014 war der Ort Teil der Verbandsgemeinde Nierstein-Oppenheim. Seitdem gehört er zur neu gebildeten Verbandsgemeinde Rhein-Selz.

### Eingemeindungen
- Sundheim (16. Jahrhundert)

An den einst im Süden (althochdeutsch sunt = „Süden“) vor den Toren Niersteins gelegenen Ort Sundheim erinnert heute noch der Straßenname „Hinter Sundheim“. Sundheim (oder Suntheym) befand sich im Süden des heutigen Ortskernes am Flügelsbach.
- Schwabsburg (1. Juli 1970)[15]

Der Name Schwabsburg übertrug sich von der Burg Schwabsburg auf die vorher schon vorhandene Siedlung in der Mark Nierstein. Im Mittelalter bildeten die Dörfer Dexheim, Schwabsburg und Nierstein eine Gemeinde, die vom Niersteiner Rittergericht verwaltet wurde. Die Gemeinde war dem Reich unmittelbar unterstellt. Nach 1400 kamen diese Orte unter die Herrschaft der Kurpfalz und verloren damit ihre Reichsfreiheit.

### Stadtrechte
Der rheinland-pfälzische Ministerrat entschied am 12. März 2013, der Ortsgemeinde Nierstein die „Stadtrechte“ zu verleihen. Die Ernennungsurkunde wurde am 7. Juni 2013 in einer Feierstunde übergeben. Mit den Stadtrechten sind in Rheinland-Pfalz keine Vorteile gegenüber anderen Gemeinden verbunden.

### Einwohnerstatistik
Die Entwicklung der Einwohnerzahl von Nierstein bezogen auf das heutige Stadtgebiet; die Werte von 1871 bis 1987 beruhen auf Volkszählungen:
| Jahr | Einwohner |
| ---- | --------- |
| 1815 | 2.031     |
| 1835 | 3.675     |
| 1871 | 3.543     |
| 1905 | 5.220     |
| 1939 | 5.742     |
| 1950 | 6.613     |
| 1961 | 6.459     |

| Jahr | Einwohner |
| ---- | --------- |
| 1970 | 6.402     |
| 1987 | 5.997     |
| 1997 | 7.035     |
| 2005 | 7.675     |
| 2011 | 7.877     |
| 2017 | 8.424     |
| 2024 | 8.078     |

### Konfessionsstatistik
Mit Stand 30. Juni 2005 waren von den Einwohnern 45,6 % evangelisch, 30,6 % römisch-katholisch und 23,8 % waren konfessionslos oder gehörten einer anderen Glaubensgemeinschaft an. Der Anteil der Protestanten und Katholiken an der Gesamtbevölkerung ist seitdem jährlich um 1 Prozentpunkt gesunken. Ende April 2025 hatten 30,0 % der Einwohner die evangelische Konfession und 25,2 % die katholische. 44,8 % gehörten anderen Konfessionen oder Glaubensgemeinschaften an, waren ohne Angabe oder gemeinschaftslos.

## Politik

### Stadtrat
Der Stadtrat (bis 2013 Gemeinderat) in Nierstein besteht aus 24 Ratsmitgliedern, die bei der Kommunalwahl am 9. Juni 2024 in einer personalisierten Verhältniswahl gewählt wurden, und dem ehrenamtlichen Stadtbürgermeister (bis 2013 Ortsbürgermeister) als Vorsitzendem.
Die Sitzverteilung im Stadtrat:
| Wahl | SPD | CDU | AfD | FDP | FWG | NEU | WGK | Gesamt   |
| ---- | --- | --- | --- | --- | --- | --- | --- | -------- |
| 2024 | 7   | 5   | 1   | 2   | 6   | 3   | –   | 24 Sitze |
| 2019 | 6   | 6   | –   | 2   | 5   | 5   | –   | 24 Sitze |
| 2014 | 8   | 11  | –   | 1   | 2   | 2   | –   | 24 Sitze |
| 2009 | 6   | 11  | –   | 2   | 2   | 3   | –   | 24 Sitze |

- FWG = Freie Wählergruppe Nierstein-Schwabsburg e. V.
- NEU = Wählergruppe Nierstein Engagiert und Unabhängig e. V.

### Bürgermeister
Stadtbürgermeister ist Jochen Schmitt (FWG). Bei der Stichwahl am 16. Juni 2019 konnte er sich mit einem Stimmenanteil von 64,57 % durchsetzen und ist damit Nachfolger von Thomas Günther, der nicht mehr kandidiert hatte. Bei der Bürgermeisterwahl am 9. Juni 2024 konnte Schmitt sein Amt im ersten Wahlgang mit 81,6 % der Stimmen gegen Carsten Propp (AfD) und Udo Leon Gersdorff (parteilos) verteidigen.
Frühere Ortsbürgermeister (bis 2013) und Stadtbürgermeister:
- Fritz Strub (1934–1945)
- Andreas Licht (SPD, 1945–1946)
- Gustav Strub (1946–1966)
- Friedhelm Schneider (SPD, 1967–1972)
- Paul Hexemer (SPD, 1972–1979; 1. Beigeordneter 1958–1972)
- Wolfgang Engel (FWG, 1979–1999)
- Thomas Günther (CDU, 1999–2019)

### Wappen
| Wappen von Nierstein | Blasonierung: „In Gold ein rotbewehrter schwarzer Adler, über jedem Flügel ein roter Stern.“ |
| Wappen von Nierstein | Wappenbegründung: Den Reichsadler zeigen alle Siegel dieses berühmten Weinortes. Das SIGILLVM VNIVERSITATIS IN NERSTEIN (Abdrücke von 1272 bis 1660) mit je einem sechsstrahligen Stern; das SIGILLVM VNIVERSITATIS IN NIERSTEIN 1576, das in einer Urkunde von 1592 als gemeinsames Gerichtssiegel für Nierstein, Dexheim und Schwabsburg bezeichnet wird, ohne Sterne; das S(IGILLVM) VNIVERSITATIS IN NERSTEIN, ein größerer Nachschnitt des ältesten Siegels (Abdruck von 1652) mit Sternen; das SIGILL(VM) VNIVERSITATIS IN NIERSTAIN (Abdruck von 1624, hier als Sekretsiegel bezeichnet) ohne Sterne und desgleichen das NIERSTEINER GERICHTS INSIGEL (Abdrücke von 1710 bis 1785) ohne Sterne. Abbildungen bei Kissel und Brilmayer, in Farben bei Otto Hupp. |

### Städtepartnerschaften
Partnerschaften bestehen mit Gevrey-Chambertin (seit dem 1. September 1963) und Freyburg.

## Kultur und Sehenswürdigkeiten

### Museen
Die Amateurpaläontologen Arnulf Stapf (Vater) und Harald Stapf (Sohn) zeigen in dem von ihnen aufgebauten Paläontologischen Museum Nierstein seltene Fußabdrücke von Insekten, Amphibien und Reptilien aus dem Perm, die größtenteils im Rotliegenden von Nierstein und seiner Umgebung gefunden wurden, sowie Fossilien aus aller Welt. Da es sich zum Teil um Unikate handelt, wird die sehenswerte Einrichtung gerne von internationalen Spezialisten aufgesucht.

### Bauwerke

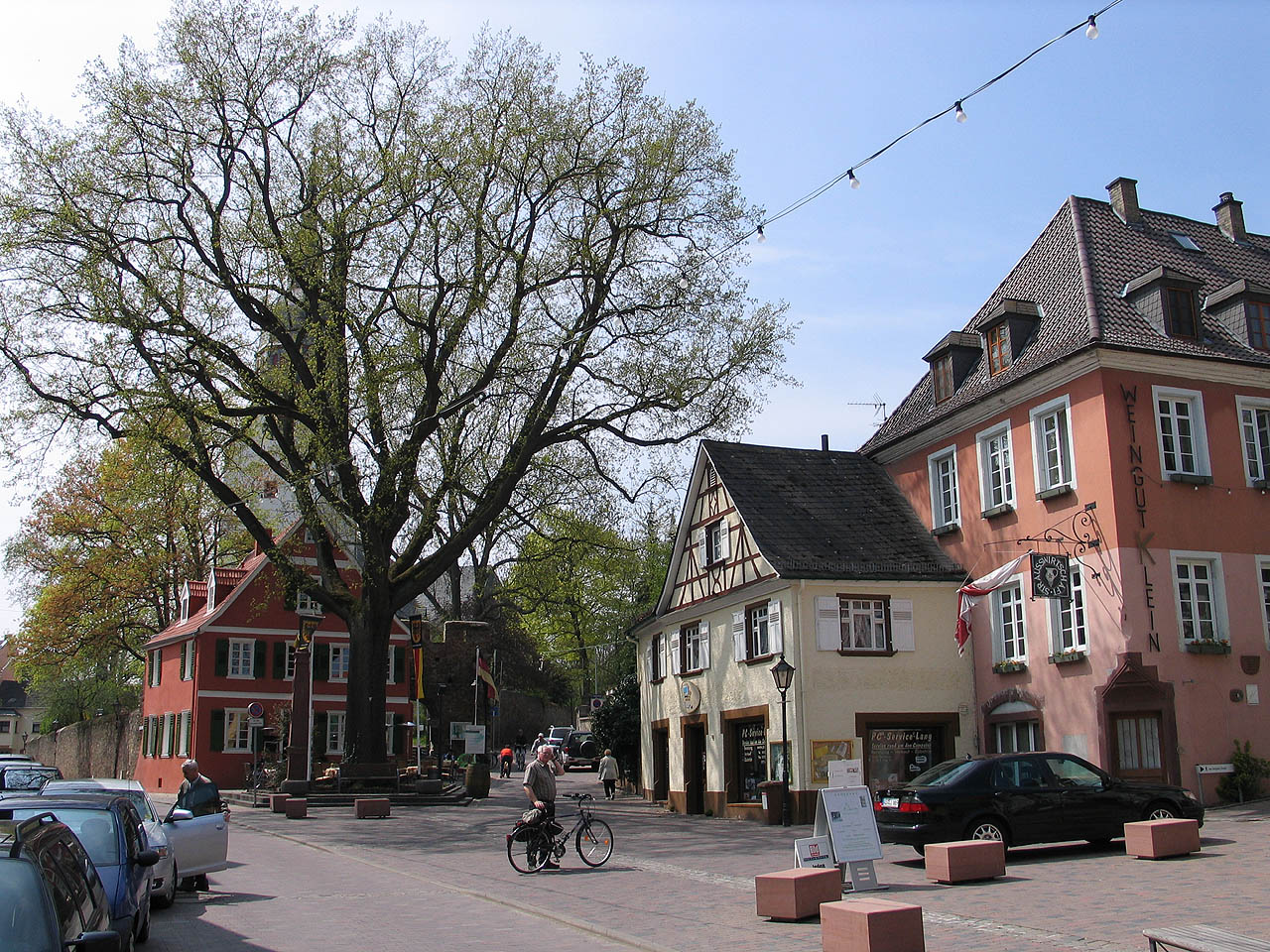
Marktplatz

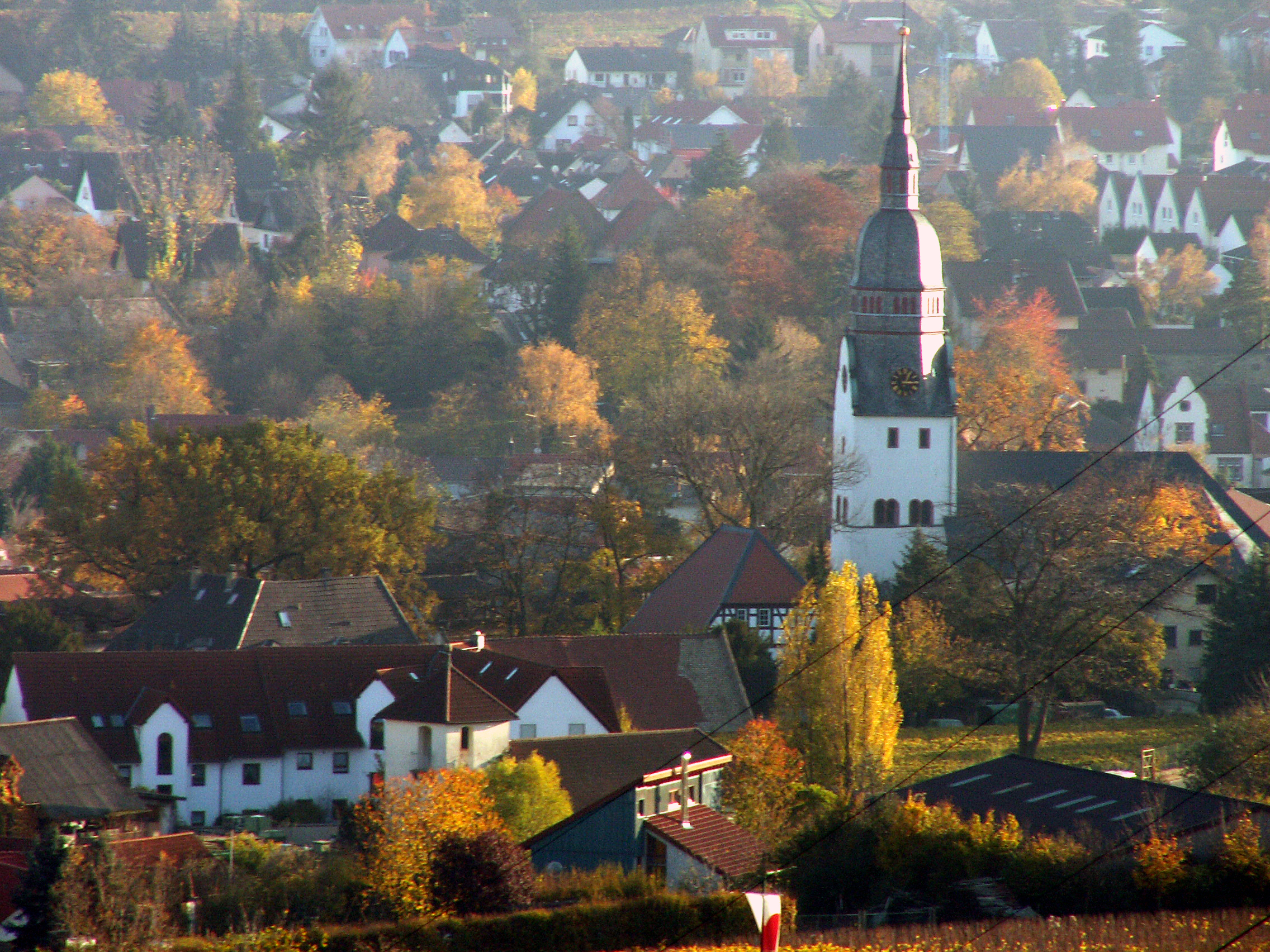
Blick vom Roten Hang auf die Martinskirche

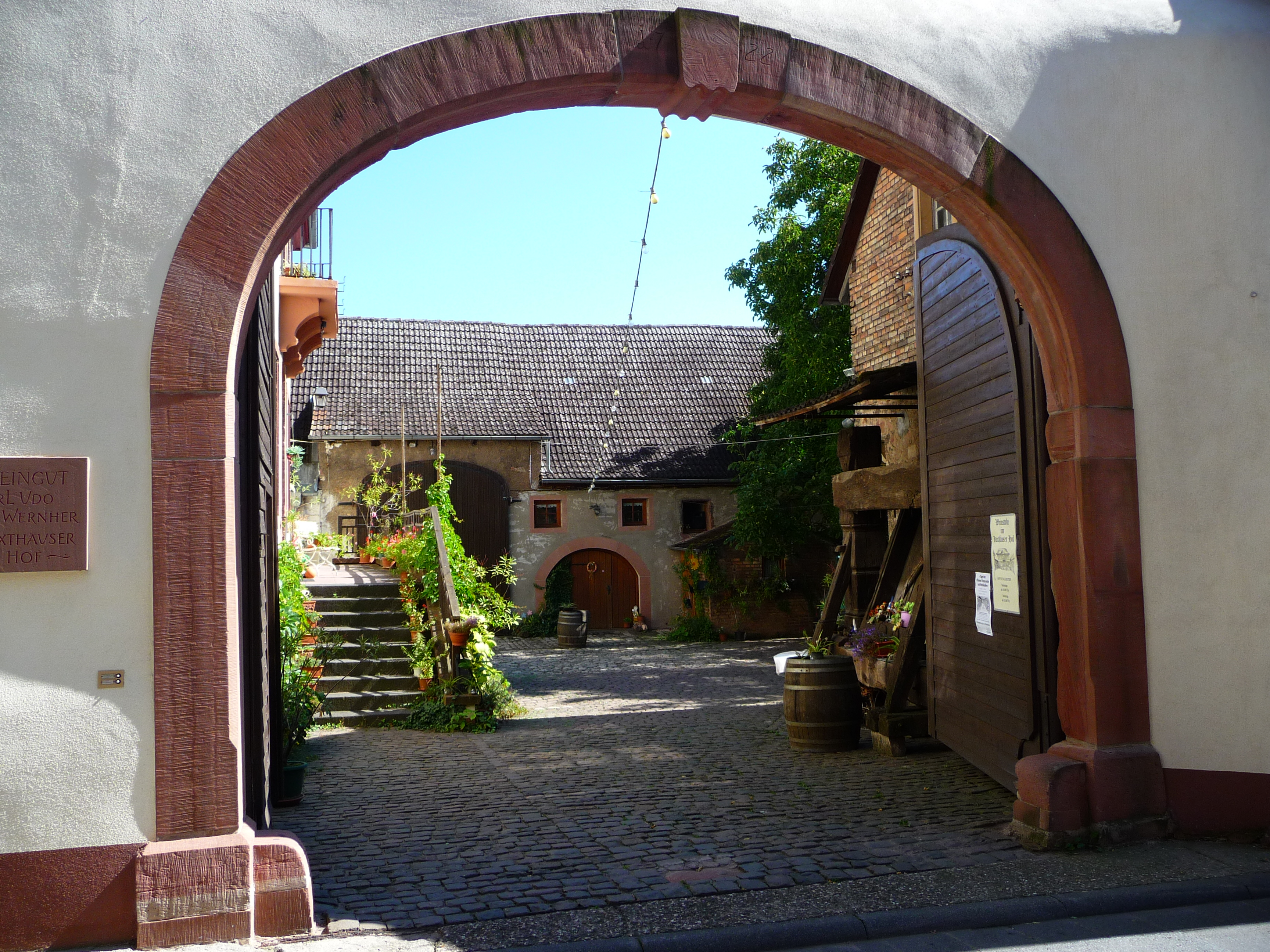
Torbogen zum Haxthäuser Hof

Ortskern und Adelshöfe: Der alte Ortskern des ehemals freien Reichsdorfes Nierstein besteht aus dem Dreieck Marktplatz, Fronhof und Tempelhof, das die mit einer Wehrmauer umgebene evangelische Martinskirche umschließt, an deren Stelle früher das fränkische Verwaltungszentrum (Saal), die karolingische Pfalz und der ottonische Königshof stand. Barocke Adelshöfe bestimmen das Straßenbild und erinnern an eine historische Epoche Niersteiner Ortsgeschichte, als etwa zwei Dutzend Adelsfamilien als reichsunmittelbare Lehensträger hier ansässig waren und über die Reichsämter des Vogtes, des Schultheißen oder der Burgmannen, als Schöffen des Rittergerichts oder des kirchlichen Sendgerichts das Geschehen bestimmten. Die Höfe waren – und sind es heute meist noch – miteinander und mit dem Königshof durch ein verzweigtes unterirdisches System von Verteidigungsgängen verbunden. Hervorzuheben sind die ehemaligen Adelshäuser der Freiherrn von Knebel bzw. Hundt von Saulheim (ältestes Fachwerkhaus) sowie der Familien Knebel von Katzenelnbogen und Waldbott von Bassenheim, der Metternichhof (ältestes Profangebäude und ältester Adelshof), der Haxthäuser Hof (barockes Herrenhaus), Torbogen und Seitenflügel vom Schloss von der Leyen und das Dalberg-Herding’sche Schloss (in der Hauskapelle sehenswerte Wand- und Deckenmalereien, welche im Auftrag der Schlossherrin Josepha Ursula von Herding, durch Jakob Götzenberger im Nazarenerstil geschaffen wurden).
Über der Gemeinde ist der 11,3 m hohe Wartturm der höchste Aussichtspunkt in den Weinbergen. Zu seinem Bau verwendete man die Steine des abgebrochenen Königsstuhls zwischen Nierstein und Lörzweiler, wo 1024 die Fürstenversammlung Konrad II. zum ersten Salier auf dem deutschen Königsthron wählte. Die weithin sichtbare katholische Kilianskirche auf einem zum Rheintal vorspringenden Hügel bestimmt die Silhouette Niersteins, die bis 2011 durch hohe Fabrikgebäude einer ehemaligen Mälzerei beeinträchtigt war. Nach der geplanten Neugestaltung des Areals soll dann auch das auf dem Gelände der Mälzerei liegende ehemals Dalberg-Herdingsche Schloss (zumindest die sehenswerte Hauskapelle) wieder zugänglich gemacht werden.
Sironabad: 1802 entdeckte man unweit des Rheinufers an der Landstraße nach Oppenheim die Reste eines heute rund 2000 Jahre alten keltisch/römische Quellenheiligtums. Seine Rekonstruktion kann heute besichtigt werden.
In der Nähe von Nierstein befindet sich auf der anderen Rheinseite unweit der Verbindungsstraße Kornsand-Geinsheim bei 49° 52′ 11″ N, 8° 23′ 1″ O eine Sendeanlage für UKW des SWRs, die einen 138 Meter hohen, abgespannten Stahlfachwerkmast mit dreieckigem Querschnitt als Antennenträger verwendet. Dieser Sendemast war ursprünglich Bestandteil der Richtantenne des Bodenseesenders in Meßkirch-Rohrdorf. Er wurde in den 70er Jahren abgebaut und 1981 in Nierstein wiederaufgebaut.

### Vereine
Der größte Verein der Stadt Nierstein ist der Turnverein Nierstein 1901 e. V. mit über 1200 Mitgliedern. Hier ist zu erwähnen, dass die Tanzgruppe „Magic Fire“ im Jahr 2005 neben dem Titel des Rheinland-Pfalz Meisters auch Deutscher Meister sowie Europameister in der Kategorie Schautanz Charakter Jugend wurde.
Ebenfalls ein großer Verein der Stadt Nierstein ist der VfR Nierstein 1911 e. V. Neben zwei Senioren- und vielen Jugend-Fußballmannschaften stellt der VfR auch eine erfolgreiche Karateabteilung, welche schon den ein oder anderen Titel während der deutschen Meisterschaften gewinnen konnte.
Ein anderer erfolgreicher Verein der Stadt Nierstein ist der TTV Nierstein e. V. Zu den größten sportlichen Erfolgen zählen sechs Jahre Zugehörigkeit zur 2. Tischtennisbundesliga (1981–1985 und 1987–1988) und der Gewinn des Südwestdeutschen Pokals im Jahr 1986.
Weitere Vereine sind der 1. FC Schwabsburg 1958 e. V., der Turnverein 1903 Schwabsburg, der Gesangverein "Harmonia" 1865 Nierstein e. V., der Männergesangverein 1884 Schwabsburg, der CVJM Nierstein, der Reit- und Fahrverein Nierstein und Umgebung e. V, und der 1997 gegründete Geschichtsverein Nierstein e. V, der jährlich die "Niersteiner Geschichtsblätter" herausgibt.

### Regelmäßige Veranstaltungen

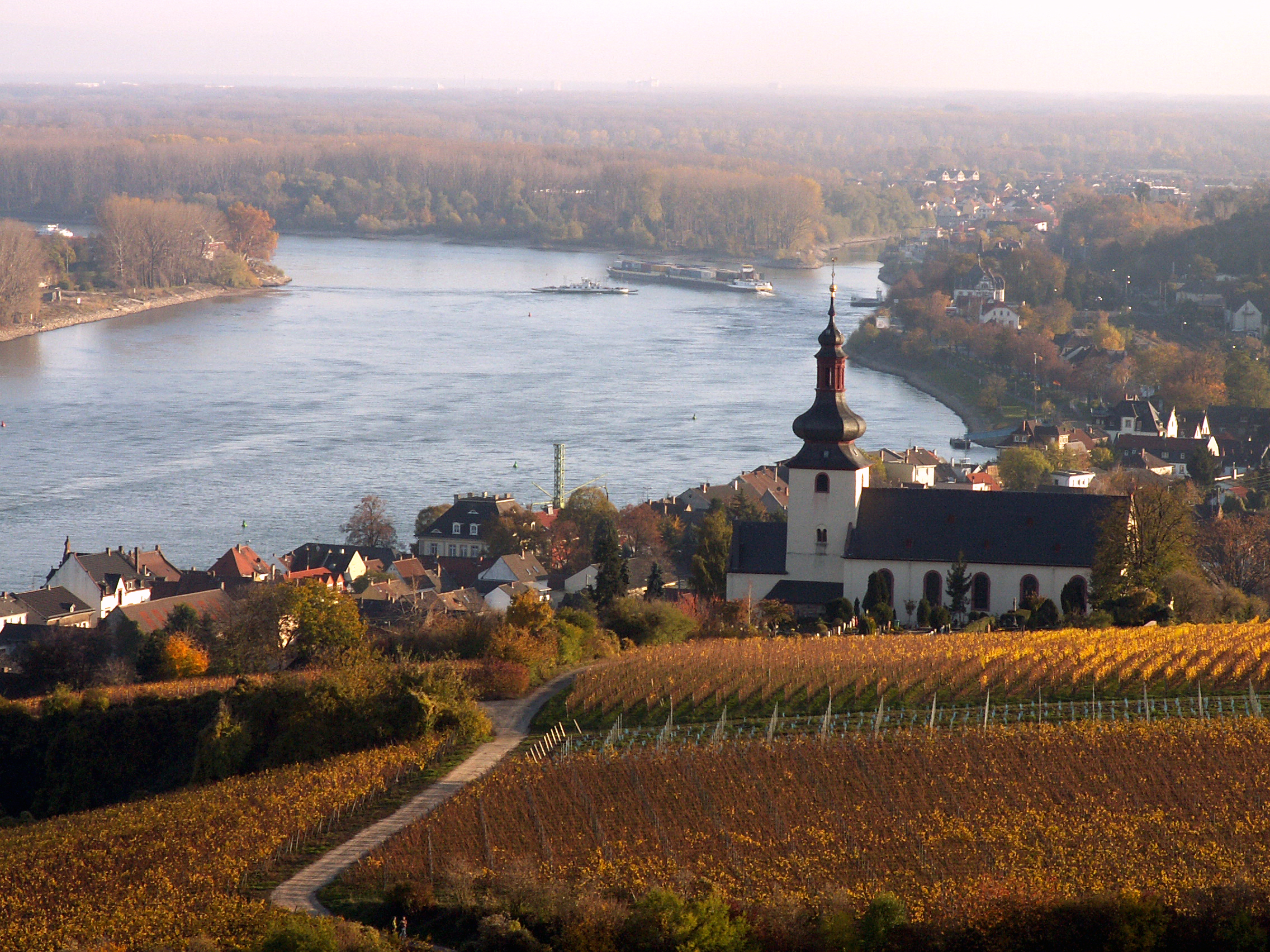
Blick vom Roten Hang auf St. Kilian

In jedem Jahr findet am ersten Wochenende im August das Winzerfest statt. Bis vor einigen Jahren war es überregional bekannt für ein auf dem Marktplatz errichtetes historisches Weindorf in der Art einer großen Burg. Ende der 1990er Jahre wurde die notwendige Renovierung der Bauten jedoch aus finanziellen Gründen abgelehnt und das Erscheinungsbild wurde zunehmend anderen Weinfesten der Region mit vielen einzelnen Weinständen angepasst.
| Größte Weinbaugemeinden im Anbaugebiet                     | Rang nach Rebfläche (innerhalb von RLP) | Bestockte Rebfläche 2022 |
| ---------------------------------------------------------- | --------------------------------------- | ------------------------ |
| Rheinhessen                                                |                                         |                          |
| Worms                                                      | 03                                      | 01.659                   |
| Westhofen                                                  | 07                                      | 00.824                   |
| Nierstein                                                  | 09                                      | 00.805                   |
| Alzey                                                      | 08                                      | 00.778                   |
| Alsheim                                                    | 10                                      | 00.712                   |
| Ingelheim am Rhein                                         | 13                                      | 00.708                   |
| Bechtheim                                                  | 11                                      | 00.669                   |
| Flörsheim-Dalsheim                                         | 12                                      | 00.652                   |
| Bingen am Rhein                                            | 15                                      | 00.578                   |
| Saulheim                                                   | 16                                      | 00.539                   |
| Statistisches Landesamt Rheinland-Pfalz, Bad Ems, Mai 2023 |                                         |                          |

Jährlich wiederkehrende Veranstaltungen in der Wein-Saison
- 30. April: Maibaumfest
- 1. Mai: 3-Türme-Weinwanderung von Nierstein durch die umliegenden Weinberge zum Trutzturm, dem Schwabsburger Schlossturm und dem Niersteiner Wartturm[32]
- Mitte Mai: Weinfest und Kerb im Ortsteil Schwabsburg
- Juni: Park der Genüsse[33]
- Zweites Wochenende im Juni: Weinpräsentation im Weinberg Roter Hang
- Erstes Wochenende im Juli: Wein am Rhein
- Erstes Wochenende im August: Historisches Winzerfest
- Erstes Wochenende im September: Niersteiner Kerb und Weinfest
- Zweites Wochenende im September: Tage der offenen Winzerhöfe und Weinkeller

## Wirtschaft und Infrastruktur

### Weinbau
Nierstein ist erheblich geprägt vom Weinbau und mit 805 Hektar bestockter Rebfläche (2022), davon 77 % Weißwein- und 23 % Rotweinsorten, die viertgrößte Weinbaugemeinde Rheinhessens und neuntgrößte Weinbaugemeinde in Rheinland-Pfalz. Die Gemeinde ist auch Namensgeber für den Bereich Nierstein.

### Tourismus
Zweitgrößter Wirtschaftszweig ist der Tourismus, neben zahlreichen Tagesbesuchern insbesondere ausgerichtet auf Wander-, Wein- und Radtourismus. Die Gemeinde Nierstein-Schwabsburg zählt derzeit 7 Hotels und 24 Pensionen, viele davon in renovierten Winzerhöfen.

### Verkehr

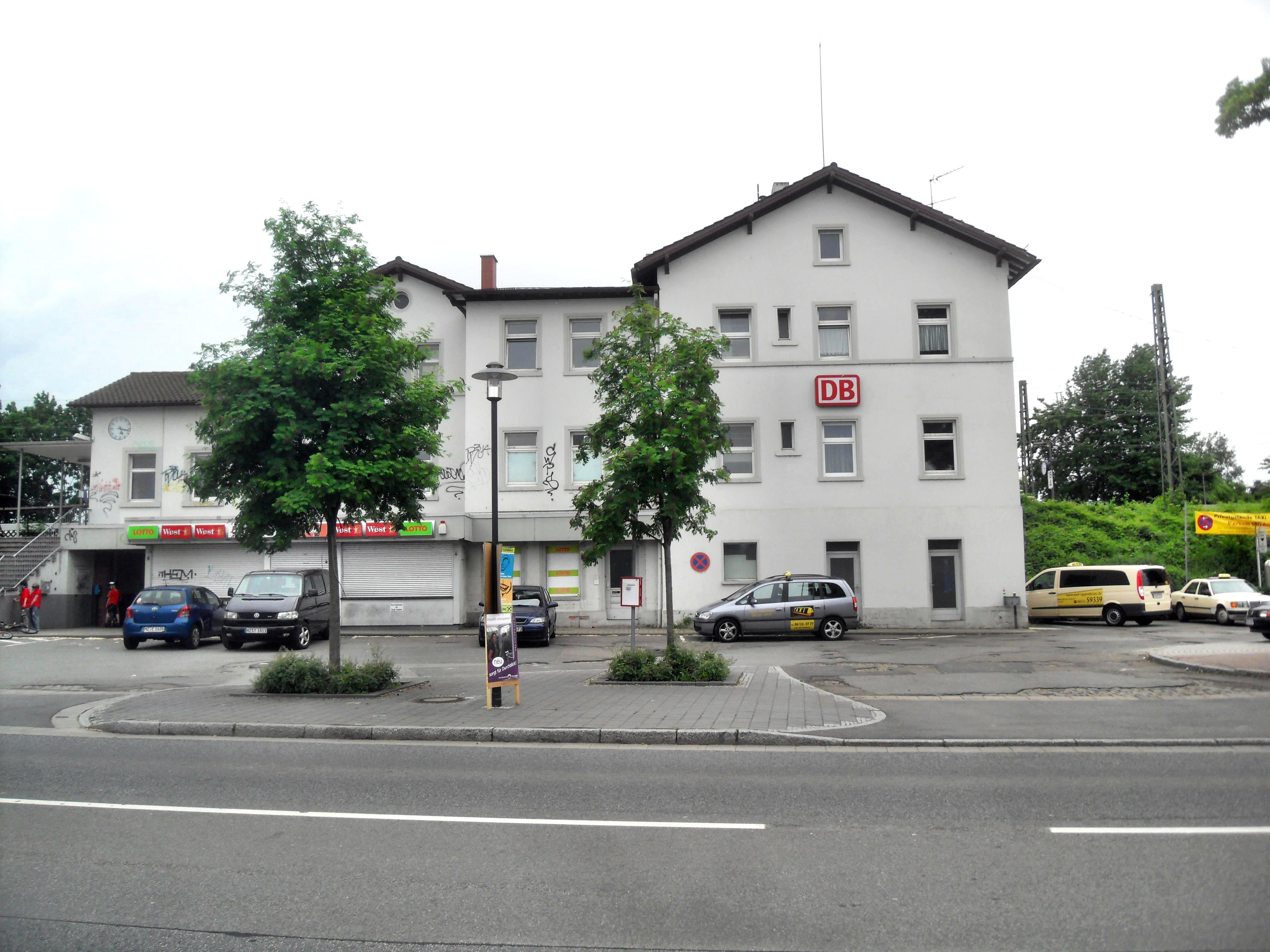
Der Niersteiner Bahnhof

#### Straße
Durch Nierstein verläuft die Bundesstraße 9 (ca. 23.500 Fahrzeuge am Tag, Stand: 25. Februar 2017), die hier für den LKW-Transit gesperrt ist, und es beginnt die Bundesstraße 420 (ca. 13.500 Fahrzeuge am Tag, Stand: 25. Februar 2017). Seit Sommer 2012 gibt es Planungen für eine Ortsumgehung, am 25. Juli 2013 hat die Struktur- und Genehmigungsdirektion Süd aus Neustadt an der Weinstraße den Raumordnungsentscheid erlassen und sich für die „Variante 5c“ festgelegt. Im Bundesverkehrswegeplan 2030 wurden zum einen ein Tunnelprojekt für die B 9 von 1,2 km Länge vorgesehen und zum anderen eine neue Trasse für die B 420 die zukünftig nicht mehr durch den engen Ortskern verlaufen, sondern südlich Niersteins bis zum Rhein und dort in die B 9 münden soll. Der bisherige Kreuzungspunkt die B 420 Unterführung soll ab 2020 für zwei Jahre komplett gesperrt und saniert werden.
Außerdem wird Nierstein von mehren Buslinien der Kommunalverkehr Rhein-Nahe bedient, die Nierstein mit Nieder-Olm, Ingelheim, Undenheim und Wörrstadt verbindet. Diese Buslinien fahren nach Oppenheim weiter.

#### Schiff
Es besteht eine Fährverbindung zum hessischen Kornsand mit der Rheinfähre Landskrone. In einer Studie von 2000 empfahl die WGZ Bank eine Rheinbrücke.

#### Schiene
Nierstein liegt an der Bahnstrecke Mainz–Mannheim. Die Hessische Ludwigsbahn eröffnete den Streckenabschnitt und den Bahnhof am 23. März 1853. Der zweigleisige Bahnhof der Preisklasse 5 liegt in Rheinufernähe. Im Halbstundentakt hält hier die Linie S6 der S-Bahn Rhein-Neckar zwischen Mainz und Mannheim.
Von 1900 bis 1951 war Nierstein Trennungsbahnhof für die hier abzweigende 10 km lange Bahnstrecke Nierstein-Undenheim-Köngernheim ins rheinhessische Hinterland. Die Linie war im Volksmund unter dem Namen Valtinche bekannt. Heute ist die Trasse in Nierstein ein Grünstreifen mit Gehweg entlang der Ringstraße, weiter im Hinterland ein Radweg.
Zum Rheinufer führte seit dem 1. November 1900 eine Hafenbahn, inzwischen stillgelegt, von der Gleisreste noch vorhanden sind.

## Persönlichkeiten

### Ehrenbürger
- Paul Frank (1922–2016), letzter Bürgermeister von Schwabsburg, erster Ortsvorsteher, insgesamt 25 Jahre Amtszeit, 39 Jahre Mitglied im Gemeinderat, Ehrenbürger der Gemeinde Nierstein. 1990 Ehrung mit der Freiherr-vom-Stein-Plakette des Landes Rheinland-Pfalz für langjährige kommunalpolitische Tätigkeit.[39]
- Wolfgang Engel (1933–2012), Bürgermeister, Ehrenbürger der Gemeinde Nierstein, Träger des Bundesverdienstkreuzes.
- Friedhelm Schneider (1928–2021), letzter hauptamtlicher Bürgermeister von Nierstein, zwölf Jahre Bürgermeister der neu gebildeten Verbandsgemeinde Nierstein-Oppenheim, Träger der Landesverdienstmedaille, wurde 2008 für seine Verdienste um die Gemeinde zum Ehrenbürger ernannt.[40]

### Söhne und Töchter der Stadt
- Johann Wilhelm Wernher (1767–1827), war Regierungsrat, Maire, Advokat, Geheimer Staatsrat und Gerichtspräsident und Winzer in Nierstein und wurde als Richter des Schinderhannesprozesses bekannt. Er erwarb 1804 den Rodensteiner/Haxthäuser Hof und machte ihn zum festen Sitz der Familie in Rheinhessen. Unter Johann Wilhelm Wernhers Nachkommen waren mehrere in der rheinhessischen Geschichtsforschung aktiv, namentlich in Nierstein und Oppenheim.
- Philipp Wilhelm Wernher (1802–1887), Sohn von Johann Wilhelm Wernher war hessischer liberaler Politiker und Winzer. Mitstreiter Heinrich von Gagerns, Mitglied der Landstände von Hessen-Darmstadt, des Vorparlamentes, der Frankfurter Nationalversammlung, des Erfurter Unionsparlaments, Bezirksrat im Kreis Oppenheim und Direktor der Darmstädter Staatsschuldentilgungskasse. Mitglied der hessischen Ersten Kammer.
- Paul Wernher (1839–1901), preußischer Generalleutnant und Adjutant des Großherzogs Ernst Ludwig von Hessen-Darmstadt
- Philipp Müller (1849–1920), Gastwirt und Politiker, Mitglied der hessischen Zweiten Kammer
- Friedrich Kessel (1897–1978), Schiffer, Kapitän und Politiker, Abgeordneter in der Weimarer Republik
- Hans Hossfeld (1912–1944), Korvettenkapitän der Marineartillerie (MA) der Kriegsmarine
- Theo Sorg (1929–2017), evangelischer Pfarrer und von 1988 bis 1994 Landesbischof der Evangelischen Landeskirche in Württemberg
- Ernst-Günter Brinkmann (* 1943), Abgeordneter im rheinland-pfälzischen Landtag von 1987 bis 2006
- Rheinhessische Weinköniginnen:
  - Heike Schmitt, 1977/1978 sowie 30. Deutsche Weinkönigin 1978/1979
  - Lisa Bunn, 2008/2009
  - Lea Kopp, 2017/2018

### Persönlichkeiten, die vor Ort gewirkt haben
- Siegfried Schuch (* 1956 in Mainz) deutscher Naturschützer (NABU), Wirtschaftspädagoge
- Peter W. von Weymarn (* 1936 in Reval/Estland; † 26. Oktober 2023), Winzer und Präsident des VDP 1972–1978